# Кондитерская мастика
Кондитерская мастика — распространённый материал, используемый для оформления тортов, а также изготовления украшений.
Состав мастики довольно разнообразный, однако основу составляет сахарная пудра. Добавкой могут служить такие компоненты, как:
- маршмэллоу;
- марципан;
- желатин;
- крахмал;
- яичный белок;
- зефир.

Для изменения цвета и запаха добавляют разнообразные пищевые красители и ароматизаторы. Мастика очень быстро застывает, поэтому хранить её стоит в плотно закрытой ёмкости.